# Phare de Nyholmen
Le phare de Nyholmen (en norvégien : Nyholmen fyr) est un feu de port dans la commune de Bodø, dans le Comté de Nordland (Norvège). Il est géré par l'administration côtière norvégienne (en norvégien : Kystverket). Il remplace l'ancien phare datant de 1875.
L'ancien phare est classé patrimoine culturel par le Riksantikvaren depuis 1999.

## Histoire
Le phare d'origine a été construit en 1875 et consistait en une tour en fonte octogonale de 5 mètres de haut attachée à l'angle avant d'une maison en pierre blanche de 2 étages. Cette lumière a été arrêtée en 1907 quand une nouvelle tour en béton a été construite plus près de la pointe sud-ouest de l'île, dans l'entrée du port de Bodø.
La nouvelle lumière est automatisée. L'ancien phare a été transféré à la Société pour la préservation des monuments anciens norvégiens en 1987. Il est situé à l'extrême pointe sud-ouest d'une petite île, reliée au continent par une chaussée, dans la partie nord du port de Bodø.

## Description
Le phare  est une tour cylindrique en béton de 7 mètres de haut, avec une lanterne. La tourelle est blanche et le toit de la lanterne est rouge. Son feu à occultations Il émet, à une hauteur focale de 7,5 mètres, un éclat (blanc, rouge et vert selon différents secteurs) toutes les 6 secondes. Sa portée nominale est de 10 milles nautiques (environ 19 km) pour le feu blanc, 8 pour le feu rouge et 7 pour le feu vert.
Identifiant : ARLHS : NOR-440 ; NF-6980 - Amirauté : L2537 - NGA : 10724 .
|                |
| L'ancien phare |

|                |
| L'ancien phare |

|                 |
| Le phare actuel |

### Lien connexe
- Liste des phares de Norvège